# Żagory
Żagory (lit. Žagarė) – miasto na Litwie, położone w okręgu szawelskim, 26 km od Janiszek.
Prywatne miasto szlacheckie lokowane w 1495 roku, położone było w Księstwie Żmudzkim. Żagory Nowe były miastem ekonomii szawelskiej w 1682 roku.

## Historia
Miejscowość należała do dóbr królewskich, jako dobra stołowe ekonomii szawelskiej. Po II rozbiorze Polski znalazły się w zaborze rosyjskim. Caryca Katarzyna II podarowała je swojemu faworytowi Zubowowi. Od jego rodziny w 1857 r. odkupił Żagory hrabia D. Naryszkin – dekabrysta. W rękach Naryszkinów do I wojny światowej, przejęte później przez rząd litewski. Naryszkinowie uruchomili w majątku zakłady przemysłowe (fabryka guzików, wstążek, mydła). Obecnie w majątku jest stadnina koni.
Podczas okupacji hitlerowskiej, w lipcu 1941 roku Litwini utworzyli getto dla żydowskich mieszkańców. Przebywało w nim około 7000 osób. 2 października 1941 roku zlikwidowano getto, a Żydów zamordowano na miejscu. Sprawcami zbrodni były litewskie służby bezpieczeństwa. 

## Zabytki
- Pałac – eklektyczny wybudowany przez Naryszkina w II poł. XIX w. Po I wojnie światowej w pałacu ulokowano gimnazjum, po II wojnie światowej szkoła średnia. Obecnie w pałacu dom opieki społecznej.
- Zespół budynków  dawnego majątku: oficyna dla służby, dom dżokejów, woźniców, dawna szkoła, szpital, młyn wodny, połączony budynek stajni, wozowni i dużego krytego maneżu.
- Park o pow. 72 ha otacza zespół pałacowo-dworski. Park założono w XVIII w. i przekomponowano w 1900 r. Na największej polanie parku – hipodrom.
- Wiatrak  z 1801 r. blisko rzeki Szwety (Švėtė). Największy na Litwie, w latach 80. XX w. była w nim restauracja, obecnie zniszczony i opuszczony.
- Zabytkowy XVI-wieczny układ centralnej części miasta. Rynek i sieć prostopadłych ulic ze starą zabudową (budynki z XVII i XVIII w.). Miasto składa się z 2 części: Stare Żagory – po północnej stronie rzeki, Nowe Żagory – po drugiej stronie rzeki.
- Kościół parafialny, fundacji króla Zygmunta III z 1623 r. przebudowany w 1805 r. znajduje się w Nowych Żagorach.
- Kościół katolicki w Starych Żagorach, ufundowany w 1523 r. przez Syrewiczów. Przebudowywany w 1712 i 1844 r.  W krypcie szczątki bł. Barbary Umiastowskiej zwanej też Barbarą Żagorską z XVII w. – córki dzierżawcy tych dóbr. W 1963 r. miejscowi komuniści dokonali sekcji zwłok profanując relikwię.

## Współpraca
Miejscowość partnerska:
- Bièvre, Belgia